# Oenothera macrosceles
Oenothera macrosceles là một loài thực vật có hoa trong họ Anh thảo chiều. Loài này được A. Gray mô tả khoa học đầu tiên năm 1849.